# Rhytiphora neglectus
Rhytiphora neglectus là một loài bọ cánh cứng trong họ Cerambycidae.